# Синоптика
Сино́птика  — розділ метеорології, що вивчає фізичні процеси в атмосфері, які визначають стан погоди. «Синоптикос» означає «той, що спостерігає все разом». Люди, що займаються синоптикою, називаються синоптиками. В той час як метеорологи займаються спостереженням і первинним аналізом, головним завданням синоптиків є складання прогнозів. Отже, синоптик — це метеоролог, що спеціалізується на аналізі атмосферних процесів та складанні прогнозів.
Головним робочим інструментом синоптика є синоптична карта — географічна карта, на якій зображено стан погоди на певній, зазвичай доволі значній території. Синоптичні карти також дають можливість вести спостереження за змінами погоди та оцінювати її майбутні зміни.